# Jürgen Schmidt
Jürgen Schmidt (Bochum, 30 aprile 1938 – Monaco di Baviera, 15 novembre 2004) è stato un attore tedesco.

## Biografia
Schmidt recitò ad Hannover come Mephisto nell'opera di Johann Wolfgang von Goethe Faust. Ha recitato come protagonista in Einsatz für Lohbeck come commissario. Anche in Polizeiruf 110 è stato noto tra i protgonisti così come tante sono state le sue interpretazioni in Der Alte, Un caso per due e L'ispettore Derrick.
Schmidt fu sposato con l'attrice Loni von Friedl. In un precedente matrimonio con Rosemarie Schubert ebbe la figlia Katharina Schubert. Muore a Monaco per leucemia.

## Filmografie parziale
- Der Fall Liebknecht-Luxemburg - (1969)
- Tatort (serie TV - 1971-1996)
  - 1971: Tatort: Exklusiv!
  - 1981: Tatort: Katz und Mäuse
  - 1981: Tatort: Slalom
  - 1992: Tatort: Der Mörder und der Prinz
  - 1996: Tatort: Schlaflose Nächte
  - 1996: Tatort: Freitagsmörder
- Der Alte (serie TV - 10 episodi, 1983–1997)
- Gesichter des Schattens (1984)
- Un caso per due - (serie TV 1984–1996)
  - 1984: Ein Fall für zwei: Morgengrauen
  - 1984: Ein Fall für zwei: Die verlorene Nacht
  - 1987: Ein Fall für zwei: Wertloses Alibi
  - 1996: Richtermord
- Polizeiinspektion 1 – Zwei Furchen auf dem Sonnenberg (1985)
- SOKO München (3 episodi, 1987–1999)
- Die Schwarzwaldklinik – Steinschlag (1987)
- L'ispettore Derrick – Eine Reihe von schönen Tagen (1988) 
  - 1992: Derrick – Tage des Zorns
  - 1995: Derrick – Derricks Toter Freund
- Einsatz für Lohbeck (1994–1995)
- Rosamunde Pilcher – Wind der Hoffnung (1997)
- Unser Lehrer Doktor Specht (3 ep. 1999)
- Polizeiruf 110 als Kommissar Holm Diekmann (serie TV 2000–2002)
  - Polizeiruf 110: Die Macht und ihr Preis
  - Polizeiruf 110: Seestück mit Mädchen
  - Polizeiruf 110: Die Frau des Fleischers
  - Polizeiruf 110: Memory
  - Polizeiruf 110: Vom Himmel gefallen
- Der Bulle von Tölz: Schöne, heile Welt (2000)